# Chimay
Chimay (wallonisch Chimai) ist eine belgische Gemeinde in der Provinz Hennegau, Arrondissement Thuin in der Wallonischen Region. Die südliche Gemeindegrenze ist auch die Staatsgrenze zum benachbarten Frankreich. Hier verläuft das Flüsschen Artoise.

## Geschichte
Die heutige Gemeinde Chimay ging 1977 im Zuge einer Gemeindereform aus dem Zusammenschluss von vierzehn zuvor eigenständigen Orten hervor. Es sind dies Baileux, Bailièvre, Bourlers, Forges, L’Escaillère, Lompret, Rièzes, Robechies, Salles, Saint-Remy, Villers-la-Tour, Vaulx, Virelles und Chimay.
In Chimay wurde auf dem Circuit de Chimay zwischen 1929 und 1969 der Grand Prix des Frontières abgehalten, eine Motorsportveranstaltung, die nach dem Zweiten Weltkrieg für Fahrzeuge der Formel 2 und später der Formel 3 sowie Motorräder ausgeschrieben war. Der Rundkurs war über zehn Kilometer lang.

## Partnergemeinden
- Conflans-Sainte-Honorine in Frankreich
- Hanau (Großauheim) in Deutschland
- Ourafane in Niger
- Ramsgate im Vereinigten Königreich

## Sehenswürdigkeiten
Chimay ist bekannt für die Trappistenabtei Notre-Dame de Scourmont, insbesondere für die dort gebrauten Trappistenbiere. Es wurde 1850 (zunächst als Priorei) gegründet und 1871 zur Abtei erhoben.
Das Schloss Chimay des Fürsten von Chimay befindet sich hier.

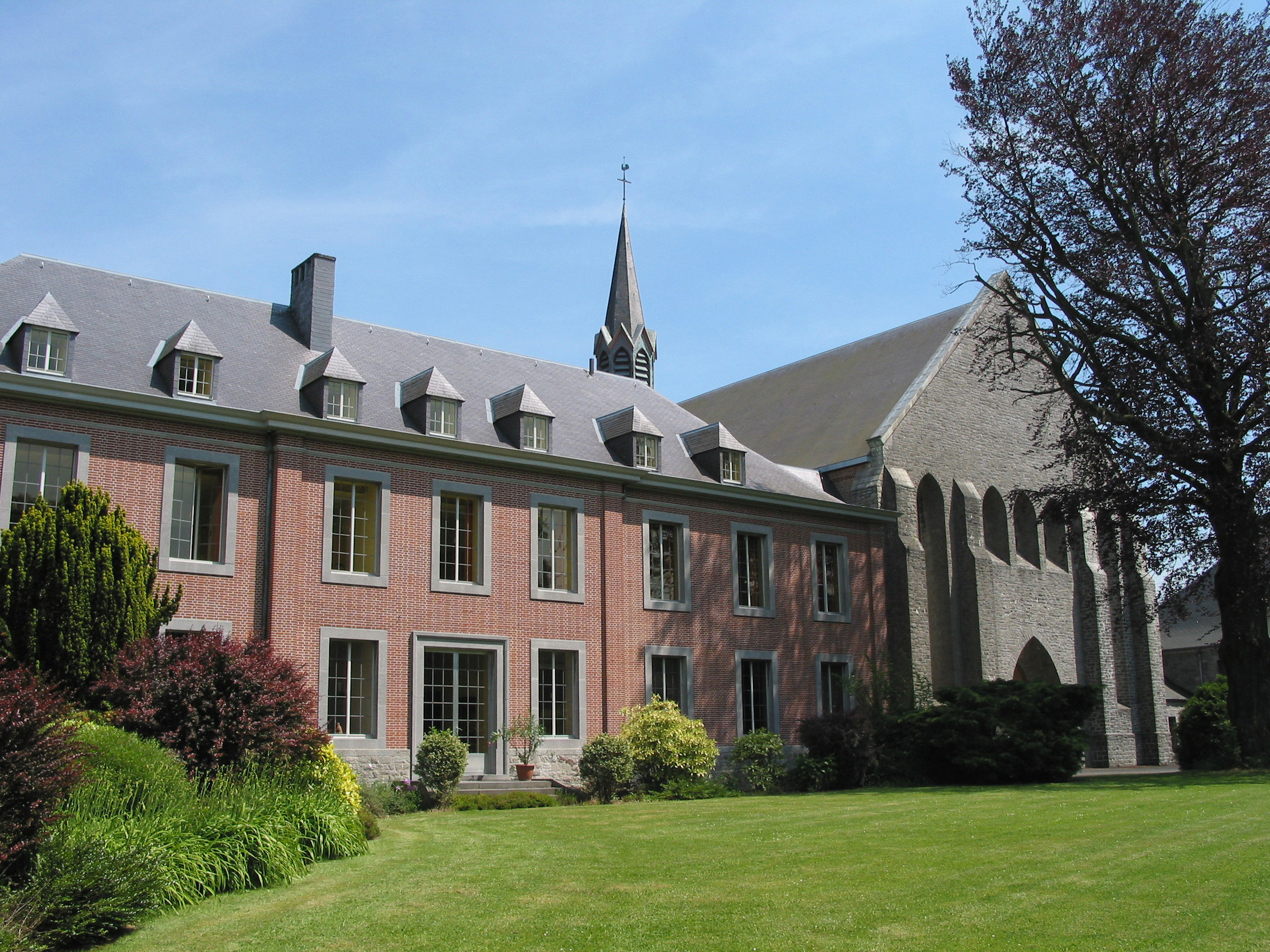
Abtei Scourmont: Heimat des Trappistenbiers Chimay
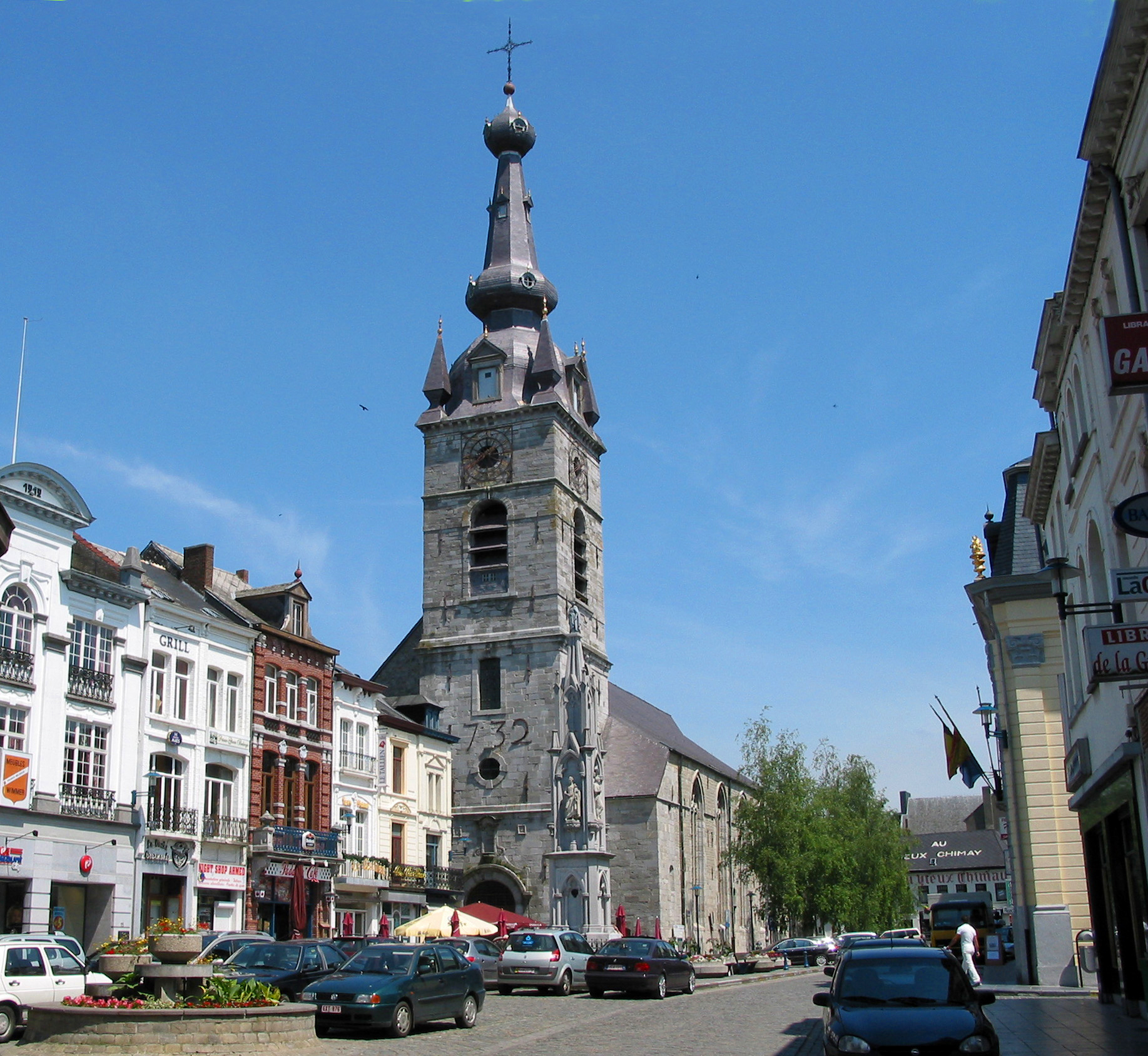
Die Grand Place von Chimay
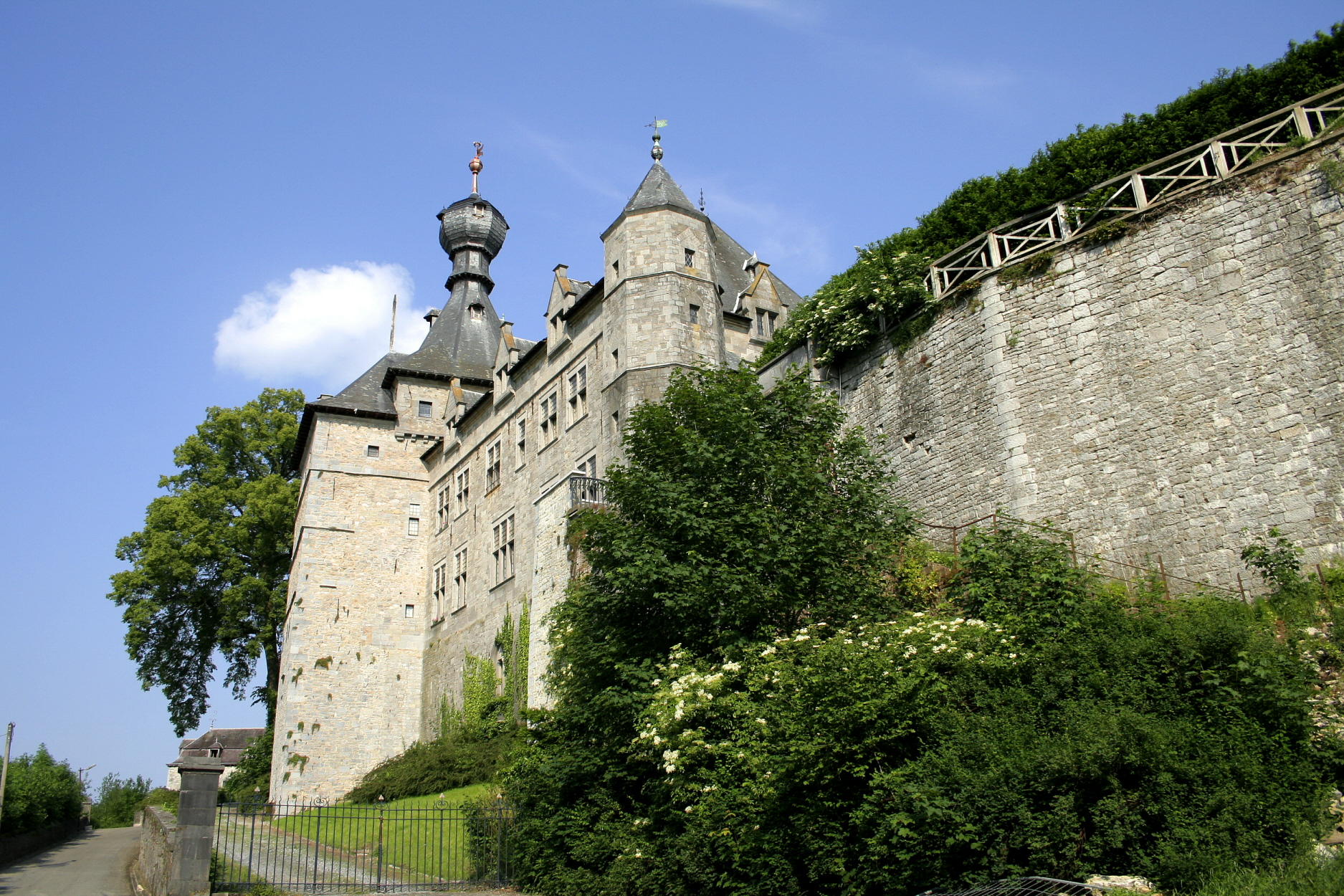
Das Schloss der Prinzen von Chimay

## Söhne und Töchter der Gemeinde
- Jules Denefve (1814–1877), Cellist, Komponist, Dirigent und Musikpädagoge
- Georges Hostelet (1875–1960), Chemieingenieur, Statistiker, Sozialwissenschaftler und Philosoph
- Arthur Masson (1896–1970), Schriftsteller
- Joseph Martin (1903–1982), römisch-katholischer Missionar und Bischof in Burundi
- Daniel Van Buyten (* 1978), Fußballspieler
- François Duval (* 1980), Rallyefahrer